# Listy z Ziemi
Listy z Ziemi (ang. Letters from the Earth) – powieść Marka Twaina składająca się z jedenastu listów Szatana, który za skrytykowanie świata – dzieła Stwórcy – został zesłany na Ziemię, skąd pisuje do kolegów archaniołów Michała i Gabriela. Piórem Szatana Twain zakreślił własny, krytyczny komentarz do Biblii.
Powieść powstała w roku 1909, jednak ukazała się dopiero w roku 1963, wiele lat po śmierci Twaina. Pierwsze polskie wydanie opublikowano w roku 1966.
W roku 1999 Roman Kostrzewski, wokalista i autor tekstów metalowej grupy Kat, wydał dwupłytowy album „Listy z Ziemi”, będący dźwiękową wersją powieści Twaina. Kostrzewski recytuje tam kolejne listy na tle muzyki przygotowanej we współpracy z Józefem Skrzekiem.